# Antiguo Casino de Puerto Rico
L'Antiguo Casino de Puerto Rico est un ancien casino de San Juan, à Porto Rico. Construit en 1917, il est inscrit au Registre national des lieux historiques depuis le 22 septembre 1977.

## Histoire
173 locaux qui cotisent 80 000 dollars pour sa construction qui est confiée à la firme d'architecture Del Valle Zeno et qui démarre le premier trimestre 1913. La construction est interrompue plusieurs fois pour manque de fonds. Les ingénieurs Jiménez y Benítez s'impliquent dans le projet, ainsi que le sculpteur José Albrizio. Le casino ouvre ses portes le 24 juin 1917.
En 1941, le bâtiment est cédé à l'armée américaine. Lorsque l'État en reprend possession, il transforme le bâtiment en École libre de musique du ministère de l'éducation. En 1955, le bâtiment devient le siège de l'Institut de la culture portoricaine où sont organisées des expositions d'art.
En 1982, le bâtiment retombe dans les mains de l'État qui prend en charge sa restauration. Il est devenu depuis un lieu d'évènements privatifs.